# Nguyễn Ngọc Thắng
Nguyễn Ngọc Thắng (sinh ngày 2 tháng 8 năm 2002) là một cầu thủ bóng đá chuyên nghiệp người Việt Nam thi đấu ở vị trí trung vệ. Anh từng chơi cho câu lạc bộ  Hồng Lĩnh Hà Tĩnh tại V.League 1 và đội tuyển U23 quốc gia Việt Nam.

## Lịch sử thi đấu
Vào cuối năm 2020, Nguyễn Ngọc Thắng đã được huấn luyện viên Phạm Minh Đức của CLB HLHT ghi danh để tham gia thi đấu tại V.League 2020. Tuy nhiên, trong suốt mùa giải, anh không có cơ hội xuất hiện trên sân. Vào tháng 11 năm 2021, Ngọc Thắng chuyển sang thi đấu cho Nutifood JMG theo dạng cho mượn và tham gia giải U21 Quốc gia. Tại giải đấu này, Ngọc Thắng đã có những màn trình diễn ấn tượng, góp phần quan trọng giúp U21 Nutifood JMG giành chức vô địch.

## Bê bối
Năm 2024, Nguyễn Ngọc Thắng cùng bốn cầu thủ Hồng Lĩnh Hà Tĩnh bị tạm giữ vì liên quan việc sử dụng ma túy tại một khách sạn ở thành phố Hà Tĩnh. Ngày 27 tháng 8 năm 2024, anh bị tuyên án 4 năm tù vì hành vi tham gia tổ chức sử dụng ma túy.